# ADN-polymérase

La réplication de l'ADN par une ADN polymérase.

Une ADN-polymérase est une enzyme faisant partie du complexe enzymatique intervenant dans la réplication de l’ADN au cours du cycle cellulaire lors de la phase S, mais aussi dans des processus de réparation et de recombinaison de l'ADN. Les ADN polymérases utilisent des désoxyribonucléosides triphosphate pour la synthèse d'un brin d'ADN, en utilisant l'autre brin comme matrice. Ce processus réplicatif utilise la complémentarité des bases nucléiques pour guider la synthèse du brin néoformé à partir du brin matrice. Il existe plusieurs familles de polymérases, qui diffèrent selon leur séquence en acides aminés et leurs propriétés catalytiques.

## Mécanisme

### Démarrage
Toutes les ADN-polymérases synthétisent l’ADN dans le sens 5’ → 3’, chez tous les organismes vivants, et aucune n’est capable de commencer la synthèse d'un brin de novo. Elles ne peuvent qu'ajouter des nucléotides à une extrémité hydroxyle libre, en général le 3’-OH du brin en cours de synthèse. Pour cette raison, l'ADN polymérase a besoin d’une amorce (ou primer), sur laquelle ajouter de nouveaux désoxyribonucléotides.
L’amorce peut être formée d’ADN ou d’ARN. Dans le cas de la réplication, l'amorce constituée d'ARN est synthétisée par une autre enzyme, appelée primase, au sein du complexe de réplication appelé réplisome. Celui-ci contient également une enzyme, l'hélicase, qui est nécessaire pour séparer les deux brins de l’ADN et ainsi permettre l’accès des ADN polymérases et la réplication. Dans le cas des processus de réparation et de recombinaison, l'amorce est constituée d'un plus ou moins long segment d'ADN résultant de la coupure par une endonucléase du brin endommagé ou recombiné, coupure libérant une extrémité 3’-OH libre.

### Élongation et processivité
Les diverses ADN-polymérases se différencient par leur capacité à allonger l'ADN sans se dissocier du brin matrice, une caractéristique qui s'appelle la processivité. Certaines ADN polymérases sont faiblement associées à leur substrat et se détachent après la polymérisation de seulement quelques nucléotides. On parle alors d'ADN polymérases distributives, ce qui est une caractéristique de beaucoup de polymérases impliquées dans les processus de réparation. Les ADN polymérases réplicatives, au contraire, sont très fortement liées au brin matrice et ne s'en dissocient pas. Elles peuvent polymériser des centaines de milliers de nucléotides en une seule fois. On parle alors d'ADN polymérases processives. Un cofacteur protéique, la pince (ou "Collier glissant" ou, en anglais, "clamp"), appelé PCNA chez les eucaryotes et les archées, et complexe β chez les bactéries, se lie aux polymérases réplicatives et augmente considérablement leur processivité.
L'activité des ADN polymérases nécessite la présence d’ions Mg2+ comme cofacteurs qui se fixent en particulier sur les groupes phosphates des nucléotides (ATP, GTP, etc.) et de l'ADN.

### Fidélité et activité de relecture
Certaines ADN polymérases, qui disposent aussi d'une activité exonucléasique 3’ → 5’, ont la capacité de corriger les erreurs d'incorporation dans le brin néoformé. Lorsque l'ADN polymérase fait une erreur et qu'un mésappariement se produit au niveau du site actif de l'enzyme, celle-ci peut le détecter et hydrolyser le nucléotide incorrect : c'est l’activité exonucléasique 3’-5’, appelée également fonction d'édition. Elle peut alors réinsérer la base correcte, et poursuivre la réplication. Ce processus de relecture (ou "proofreading"), par la polymérase améliore la fidélité du processus réplicatif et minimise le taux d'erreur.
Au contraire, certaines ADN polymérases sont peu fidèles et font des erreurs d'incorporation de nucléotides avec une fréquence plus élevée. Ces ADN polymérases sont utilisées spécifiquement dans les processus de réparation de l'ADN. Leur faible spécificité leur permet de répliquer de l'ADN contenant des lésions, c'est-à-dire des bases azotées altérées par des modifications chimiques, résultant, par exemple, par l'action de rayonnements UV ou ionisants et par celle d'agents mutagènes. On parle d'ADN-polymérases translésionnelles.
On parle également d'une fonction de correction d'épreuves ou de correction sur épreuves ("proofreading") des ADN polymérases.

## Familles d'ADN-polymérases
Sur la base d’homologie de séquence protéique et de structure, les polymérases peuvent être divisées en différentes familles : A, B, C, D, X, Y et RT.

### Famille A
Les polymérases de la famille A contiennent des polymérases réplicatives et des polymérases réparatrices. Les polymérases réplicatives de cette famille comprennent notamment la polymérase du bactériophage T7 et l’ADN polymérase ɣ (gamma) des eucaryotes. Parmi les ADN polymérases réparatrices, on peut trouver l’ADN polymérase I d'E. coli, de Thermus aquaticus et de Geobacillus stearothermophilus. Ces polymérases réparatrices sont impliquées dans des processus de réparation par excision de base et dans la synthèse des fragments d’Okazaki du brin tardif durant la réplication.

### Famille B
Cette famille regroupe essentiellement des ADN polymérases réplicatives et comprend les ADN polymérases Pol α, Pol δ et Pol ε des eucaryotes. Une ADN polymérase de la famille B a été identifiée chez toutes les espèces d’archées examinées. La famille B contient également des ADN polymérases provenant de bactéries et de bactériophages, dont les mieux caractérisées sont celles des phages T4 et RB69. Ces enzymes sont impliquées dans la synthèse du brin précoce et/ou du brin tardif de l'ADNdb.

### Famille C
Les ADN polymérases de cette famille ont été isolées chez des bactéries. Elles possèdent aussi une activité exonucléasique 5’ → 3’.

### Famille D
Les ADN polymérases de la famille D restent encore peu caractérisées et ont été trouvées uniquement chez des Methanobacteriota, un phylum d'archées.

### Famille X
La famille χ (Ksi) comprend l'ADN polymérase β bien caractérisée chez les eucaryotes et d'autres ADN polymérases comme la Pol σ, la Pol λ, et la Pol μ.
L'ADN polymérase β est nécessaire au processus de réparation de l'ADN appelé BER (réparation par excision de base). La Pol λ et la Pol μ interviennent dans des processus de réparation de l'ADN impliquant des cassures doubles brins.

### Famille Y
Les polymérases de la famille Y sont caractérisées par leur capacité à tolérer des lésions de l’ADN lors de la réplication. Elles sont appelées polymérases de translésion (TLS pour "translesion synthesis polymerases"). Elles sont dépourvues de la fonction exonucléasique 3’ → 5’. Leur fidélité lors de la synthèse de l’ADN est faible, même en absence d’ADN lésé.

### Famille RT
La famille des transcriptases inverses comprend des ADN polymérases de rétrovirus et d’eucaryotes. Ces polymérases sont capables de synthétiser de l’ADN à partir d’une matrice d'ARN, synthèse nommée rétrotranscription. La polymérase θ (thêta) serait capable d'effectuer ce type réaction.

## ADN polymérases chez les procaryotes
Cinq ADN polymérases ont été identifiées chez les procaryotes :
- Pol I : impliquée dans la réparation et la réplication de l’ADN. Elle possède une activité polymérasique 5’ → 3’, une activité exonucléa-sique 3’ → 5’ pour la relecture, et enfin une activité exonucléasique 5’ - 3’ qui lui permet d'éliminer les amorces d'ARN des fragments d'Okazaki pendant la réplication. Son activité polymérasique lui permet de synthétiser un fragment d'Okazaki destiné à être immédiate-ment lié, par l'ADN ligase, au fragment précédemment formé.

La Pol I est peu processive et se dissocie de la matrice après avoir synthétisé un fragment d'une vingtaine de nucléotides.
En biologie moléculaire, seule une partie de la protéine, appelée fragment de Klenow, est employée. Ce fragment contient l'activité polymérasique 5’ → 3’ et l'activité exonucléasique 3’ → 5’ mais est dépourvu d'activité exonucléasique 5'→ 3'.
- Pol II : impliquée dans la réplication de l'ADN endommagé, elle possède une activité polymérasique 5’ → 3’ et une activité exonucléasique 3’ → 5’.

La Pol II est peu processive.
- Pol III : c’est la principale polymérase bactérienne intervenant dans l'élongation de la chaîne d'ADN lors de la réplication au niveau du brin précoce et de la synthèse des fragments d’Okazaki. Elle est formée de trois sous-unités qui en constituent l'holoenzyme :
  - la sous-unité α (alpha) possède l'activité polymérasique 5’ → 3’,
  - la sous-unité ε (epsilon) possède l'activité exonucléasique 3’ → 5’, et
  - la sous-unité θ (thêta) stimule l'activité de « proofreading » de la précédente.
- Cette holoenzyme forme le noyau d'un réplisome constitué en tout de dix protéines :
  - deux holoenzymes de polymérase III,
  - deux unités β (bêta) agissant comme pince à ADN ("Clamp", parfois appelée, Collier glissant),
  - deux unités τ (tau) permettant la dimérisation de l'holoenzyme de polymérase III,
  - une unité ɣ (gamma), dite "chargeur de clamp", elle-même constituée de trois sous-unités : ɣ (gamma), δ (delta) et δ’ (delta prime), et enfin...
  - une unité χ (Ksi) et une unité Ψ (Psi) formant un complexe 1:1 qui se lie à l'unité τ ou à l'unité ɣ.

Pendant la réplication, le complexe ɣ se place à l'ouverture de la fourche de réplication en contact avec l'hélicase. Il déplace les sous-unités β (appelées aussi clamp β) autour de chaque brin d'ADN matrice comme des pinces pour permettre à l'holoenzyme qui lui est liée de glisser sur le brin matrice. De plus, le complexe ɣ est lié aux deux unités τ (tau) elles-mêmes liées aux deux sous-unités α des holo-enzymes.
La Pol III est très processive.
- Pol IV : ADN polymérase de la famille Y.

- Pol V : ADN polymérase de la famille Y.

## ADN polymérases chez les eucaryotes
- Pol α (alpha) : à la suite des amorces d'ARN synthétisées par la primase lors de l'initiation, Pol α synthétise de courtes séquences d'ADN d'une vingtaine de nucléotides de long. Cette polymérase ne possède pas de fonction exonucléasique 3’ → 5’. Elle est associée en un complexe avec la primase responsable de la synthèse de l'amorce d'ARN[2].

- Pol β (bêta) : cette polymérase est impliquée dans des processus de réparation de l'ADN. Elle est privée de fonction exonucléasique. Elle correspond à la Pol II bactérienne.

- Pol ɣ (gamma) : cette polymérase de la famille A intervient dans la réplication de l'ADN mitochondrial.

- Pol δ (delta) : elle intervient dans la synthèse du brin tardif[3]. Elle lit dans le sens 3’ → 5’ et synthétise dans le sens 5’ → 3’ un fragment d'Okazaki  sur le brin tardif qui ne peut pas être synthétisé par la Pol ε (une amorce préalable doit être placée par la primase sur le brin tardif en amont du complexe Hélicase-Primase-Pol ε). Une ligase réalise ensuite la ligature des deux fragments d'Okazaki successifs.

- Pol ε (epsilon) :  c'est la polymérase principale qui intervient dans la réplication de l'ADN chez les eucaryotes où elle effectue la synthèse du brin précoce ("en continu"), elle possède une activité polymérasique 5’ → 3’ et une activité exonucléasique 3’ → 5’. Elle possède également une activité exonucléasique 3' → 5' intervenant dans la correction des erreurs et dans des processus de réparation. La Pol ε est hautement processive lorsqu'elle est associée au PCNA. Cette polymérase correspond à la Pol III bactérienne.

- Pol ζ (zêta) : polymérase de la famille B.

- Pol η (êta) : polymérase de la famille Y.

- Pol θ (thêta) : polymérase de la famille A. Une récente publication indique que si elle ne fait pas une excellente transcriptase, elle est capable d'effectuer une rétrotranscription[1].

- Pol i (iota) : polymérase de la famille Y.

- Pol κ (kappa) : polymérase de la famille Y.

- Rev1 : polymérase de la famille Y.

## ADN polymérases chez les archées
- Polymérase B : toutes les ADN polymérases de type B identifiées chez les archées présentent une activité polymérasique 5’ → 3’ et une activité exonucléasique 3’ → 5’. Elles sont monomériques (constituées d'une seule sous-unité).

- Polymérase D : ces ADN polymérases trouvées chez les Methanobacteriota sont constituées de deux sous-unités différentes, DP1 et DP2. La grande sous-unité DP2 ne possède une activité catalytique qu'en présence de la petite sous-unité DP1.